# Richard E. Mayer
Richard E. Mayer (nacido en 1947) es un psicólogo educativo estadounidense y profesor de psicología en la Universidad de California, Santa Bárbara (UCSB) desde 1975.
Recibió un doctorado en psicología de la Universidad de Míchigan (1973) y ejerció como profesor asistente visitante de psicología en Universidad de Indiana de 1973 a 1975.
Mayer ha realizado importantes contribuciones a las teorías de la cognición y el aprendizaje, especialmente en lo que se refiere a la resolución de problemas y el diseño multimedia para fines educativos. Su contribución más conocida al campo de la psicología educativa es la teoría del aprendizaje multimedia (multimedia learning), que define la combinación de contenido visual y textual/verbal simultáneo como la forma óptima de enseñanza.
Recibió el año 2000 el premio EL Thorndike por logros profesionales en psicología educativa, y el ganador del premio Distinguished Contribution of Applications of Psychology to Education and Training Award de 2008 de la Asociación Estadounidense de Psicología. Fue considerado el psicólogo educativo más prolífico del mundo entre 1997 y 2001.

## Teoría del aprendizaje multimedia
Esta teoría fue publicada por Mayer en 2001 en el libro Multimedia Learning. El texto expone que las personas aprenden mejor a partir de una explicación presentada a través de palabras e imágenes, en comparación con una presentada exclusivamente a través de palabras (el principio multimedia). 
En su teoría, define dos enfoques de aprendizaje multimedia: el «centrado en la tecnología» y el «centrado en el alumno», y que el preferente es el segundo, porque se basa en el proceso natural humano de recopilar información. Los objetivos de este enfoque multimedia del conocimiento son dos, recordar y comprender. Recordar se refiere a la capacidad de reproducir o reconocer la presentación de un tema determinado; mientras que comprender se refiere a la capacidad de usar presentaciones de un tema determinado en una situación nueva. 
La teoría del aprendizaje multimedia se basa en tres suposiciones fundamentales sobre el sistema de procesamiento de información humano:
1. la mente humana tiene dos canales, uno para las entradas espaciales y visuales y otro para las auditivas y verbales, una suposición que recuerda directamente la teoría de la doble codificación de Paivio
2. la mente humana tiene una capacidad de procesamiento limitada, según la investigación de Sweller sobre la carga cognitiva
3. en el proceso de construcción del conocimiento la mente tiene un papel activo.

Uno de los muchos estudios realizados por este psicólogo se centró, de hecho, en la dificultad a menudo profunda que las personas encuentran para leer y, en consecuencia, memorizar un texto muy denso. Mayer notó que los estudiantes, después de leer un pasaje referente a cualquier tema técnico-científico, filosófico o literario, que constaba de unas 500 palabras, recordaban menos de la mitad de la información. Por esta razón, cuando se enfrentaban a pruebas y se les pedía que aplicaran lo aprendido a situaciones nuevas, los estudiantes nunca lo hacían bien. Ante estos resultados, Mayer se preguntó cómo hacer que el material sea más comprensible para los estudiantes, es decir, cómo hacer que el aprendizaje sea efectivo. Por lo tanto, la investigación que se llevó a cabo apoyó la importancia que asumen las imágenes e ilustraciones en apoyo del texto escrito, que no debe ser demasiado extenso. Esta combinación de palabras e imágenes es la base de la enseñanza y en consecuencia del aprendizaje multimedia. 
Para procesar y memorizar información, la teoría cognitiva del aprendizaje multimedia asume que los individuos utilizan principalmente dos canales: el canal visual y el auditivo/verbal. De hecho, los videos y los sonidos también se pueden usar para apoyar e integrar el texto.
- reducir la carga cognitiva externa,
- gestionar la carga cognitiva intrínseca,
- optimizar la carga cognitiva relevante o generativa.

## Publicaciones
Mayer es autor de más de 390 publicaciones, incluidos 23 libros sobre educación y multimedia. Una selección:
- Aprendizaje multimedia . Nueva York: Cambridge University Press, 2001.ISBN 978-0-521-78749-9
- Aprendizaje e Instrucción . Upper Saddle River, Nueva Jersey: Merrill, 2003ISBN 978-0-13-098396-1
- Con Clark, Ruth Colvin. E-Learning y la ciencia de la instrucción: pautas comprobadas para consumidores y diseñadores de aprendizaje multimedia . San Francisco, CA: Jossey-Bass/Pfeiffer, 2003.ISBN 978-0-7879-6051-3
- El manual de Cambridge de aprendizaje multimedia . Cambridge, Reino Unido: Cambridge University Press, 2005.ISBN 978-0-521-83873-3
- El Manual de Cambridge de Aprendizaje Multimedia Segunda Edición . Cambridge, Reino Unido: Cambridge University Press, 2009.ISBN 978-0-521-51412-5